# Élections législatives de 1906 aux îles Féroé
Les premières élections législatives féroïennes se sont tenues le 18 juillet 1906. Elles ont donné la victoire au Parti de l'union qui remporte 12 des 20 sièges composant le Løgting des Îles Féroé.

## Résultats
| Parti | Parti                       | Voix  | %     | Sièges |
| ----- | --------------------------- | ----- | ----- | ------ |
|       | Parti de l'union            | 961   | 62,40 | 12     |
|       | Parti de l'autogouvernement | 579   | 37,60 | 8      |
| Total | Total                       | 1 540 | 100   | 20     |